# Nine Treasures
Nine Treasures (Девет съкровища) (九宝, или jiǔ bǎo) е китайска фолк метъл група, с членове предимно от автономната област Вътрешна Монголия. Създадена през 2010 г., групата съчетава традиционна монголска музика с хевиметъл, и използва традиционни монголски инструменти и резонантни вокални техники. Групата е създадена през 2010 г. в окръг Хайлар на Вътрешна Монголия в Китай.

## История

### Произход
Името на групата е свързано с деветте природни елемента, които древната монголска поезия възпява като носещи късмет (злато, сребро, бронз, желязо, ахат, кехлибар, нефрит, перли и корали). Името е предложено от бивш член на групата, който впоследствие свири в групата Hanggai; групата смята, че името е задоволително.
През май 2012 г. групата издава първия си албум 十丈 铜 嘴, записан в Mort Productions Beijing – китайско звукозаписно студио за метъл музика, създадено през 2001 г. и работещо в район Shijingshan, Китай. Албумът е преиздаден през 2015 г. под заглавието Arvan Ald Guulin Hunshoor за международния пазар. Преиздаването беше направено от друго студио – Bandcamp.

### Пробив на международна сцена
През август 2013 групата направи запомнящо се представяне на фестивала Wacken Open Air, където спечели Wacken Metal Battle in China и стана втора във Wacken Metal Battle. През декември същата година групата издава вторият си албум Nine Treasures с независим лейбъл.
През 2014 и 2015 групата прекарва по-голямата част от времето си в движение за азиатско турне, пътувайки на север до Улан Батор в Монголия, на юг до Тайван и на изток до Владивосток в Русия.
През януари 2015 г. издават първия си студиен албум със заглавие Galloping White Horse, записан самостоятелно, с 2 нови песни и 3 изпълнения на живо. Няколко дни по-късно пускат и първия си албум на живо, наречен Live in Beijing, записан по време на концерт в Пекин няколко месеца по-рано. Този албум съдържа същите изпълнения на живо, като тези включени в студийния. През октомври същата година групата е поканена на WOMEX в Будапеща, а след това за първи път тръгва на турне из Европа, свирейки в Чехия, Полша, Латвия, Германия, Дания, Нидерландия и Австрия.
През юли 2016 Nine Treasures завършиха второто си турне в Европа, посещавайки Латвия, Полша, Австрия, Чехия, Германия, Холандия, Португалия и Словения.
През януари 2017, групата издава третия си албум, озаглавен Wisdom Eyes. Разпространяват го самостоятелно (като другите им албуми) чрез платформата [Bandcamp]. През юни и юли групата прави ново турне в Европа, свирейки в Австрия, Словения, Полша, Чехия, Германия, България и Унгария.

## Музика и текстове
Музикалният стил на групата е съчетание от хевиметъл и традиционна монголска музика чрез използване на специфични семпли, изпълнени на традиционни инструменти като Моринхур, руската балалайка и арфа.
Според музикални критици в зависимост от песента, жанрът на музиката им може да варира от монголска фолк музика, през Фолк рок до Фолк метъл и дори до пънк.
В песните им се пее за монголската природа, история, приказки, легенди и митология (особено тези, свързани с Тенгри – главното божество за монголците). Текстописецът на групата, Асхан, включва и социални теми в някои песни.
Текстовете на песните им са на монголски, дори когато заглавията им са английски. Групата често използва монголско пеене с гърло или негови вариации.

## Членове на групата
Настоящи
- 敖瑞峰, Orgil Ao – бас, вокал [8]
- 丁凯, Ding Kai – барабани (бивш член на Tengger Cavalry) [9]
- 阿斯汗, Askhan Avagchuud – Китара, вокал [10]
- 赛娜, Sai Na (M-Survivor) – балалайка
- 朝克, Tsog – моринхуур [11]

## Дискография
Студийни албуми
- Arvan Ald Guulin Honshoor (2012)
- Nine Treasures (2013)
- Wisdom Eyes (2017)